# ČSD-Baureihe EMU 46.0
Die Fahrzeuge der ČSD-Baureihe EMU 46.0 sind elektrische Triebwagen der früheren Tschechoslowakischen Staatsbahnen ČSD für den Einsatz auf der Schmalspurbahn Trenčianska Teplá–Trenčianske Teplice in der Slowakei. Bei den ZSSK erhielten sie die Bezeichnung 411.9.
Acht weitgehend baugleiche Triebwagen kamen ab 1954 auf den Strecken der früheren Lokalbahn Ostrau–Karwin und der Schlesischen Landeseisenbahnen im Betrieb der Verkehrsbetriebe Ostrava (Dopravní podniky města Ostravy; DPmO) zum Einsatz.
Sie trugen dort die Nummern 431 bis 438.

## Geschichte

### ČSD-Baureihe EMU 46.0
Im Jahr 1951 kam es zur Lieferung von drei vierachsigen elektrischen Triebwagen der Reihe EMU 46.0 als Ablösung für die Reihe M 24.0. Gleichzeitig mit den Triebwagen wurden im Aussehen und Abmaßen identische Beiwagen geliefert.
Die elektrischen Wagen und die später zu Steuerwagen umgerüsteten Beiwagen führten über Jahrzehnte den Gesamtverkehr auf ihrer Strecke durch. Dabei erreichten sie bis zu 35 Verbindungen am Tag.

#### DPO Triebwagen 431 - 438
1954 lieferte eine Waggonfabrik in Česká Lípa acht den EMU 46.0 entsprechende Triebwagen für das Schmalspurnetz um Ostrava, welches von den Städtischen Verkehrsbetrieben Ostrava (Dopravní podnik Ostrava, DPO) betrieben wurden. Dort standen die Fahrzeuge bis zur Einstellung des Schmalspurbetriebes 1973 in Dienst. Triebwagen 31 (ex 431) ist im Depot Lisen des Technischen Museums Brno erhalten geblieben.

## Technische Merkmale
An jeder Spitze der symmetrischen vierachsigen Wagen war ein Führerstand mit Einstiegsbereich. Das Bedienungspult des Lokführers war in der Mitte angeordnet, um einen konfliktfreien Ein- und Ausstieg der Reisenden zu ermöglichen.
Die Steuerung war so ausgeführt, dass von jedem Bedienpult ein unter dem Wagenkasten angeordneter Fahrschalter angesteuert wurde, der den elektropneumatisch angetriebenen Hauptschalter steuerte. Die Wagen hatten eine selbsttätige Traktionsbremse, die mit einem Knorr-Führerbremsventil gesteuert wurden. Außerdem hatten sie eine elektrische Widerstandsbremse. Die Triebwagen waren die ersten Fahrzeuge in der Tschechoslowakei, die eine automatische Kupplung Compact hatten.
Die nach Oderberg gelieferten Fahrzeuge verfügten über eine Vakuumbremse und dürften teilweise die elektrische Ausstattung älterer Vorgängerfahrzeuge erhalten haben. Sie trugen im Gegensatz zu den Fahrzeugen in Teplice zwei Lyrabügel.

## Technische Rekonstruktion der EMU 46.1
Im Jahr 1984 kam es zu der Umstellung der Fahrleitungsspannung bei der Schmalspurbahn Trenčianska Teplá–Trenčianske Teplice auf 600 V Gleichspannung. Daher wurden auch die Fahrzeuge grundlegend modernisiert. Die Bezeichnung änderte sich daraufhin in EMU 46.1.
Der Umbau wurde von den Werkstätten in Vrútky ausgeführt. Neben der Umstellung auf das neue Spannungssystem erhielten die Fahrzeuge eine neue Fahrzeugsteuerung und neue Antriebsmotoren. Das pneumatische Bremssystem wurde nach dem System DAKO umgestellt. Die Inneneinrichtung wurde von den Tatra-Straßenbahnwagen T6 B5 übernommen.
Äußerlich fallen die umgebauten Fahrzeuge von den originalen durch die geänderte Fensterform auf. Bei dem Umbau wurden auch die Beiwagen in Steuerwagen umgebaut.